# Savina-vermelha
A Savina-vermelha ou Red Savina é um cultivar da pimenta Capsicum chinense obtida por criação seletiva para obtenção de frutos maiores, mais picantes e ácidos.
É creditada a Frank Garcia, da Califórnia, a criação da Red Savina. O método de seleção das estirpes mais picantes utilizado por Frank Garcia não é conhecido.
A pimenta estava protegida pelo Plant Variety Protection Act até 2011.
Embora algumas amostras medidas tenham atingido as 577.000 unidades na escala de Scoville, a maioria dos exemplares não atingem esse valor, mesmo utilizando sementes da Savina-vermelha oficial. O Chile Pepper Institute na Universidade Estadual do Novo Mexico em Las Cruces, Novo México nos EUA, fez vários testes científicos à savina-vermelha, nos quais a pimenta não atingiu as 250.000 unidades na escala de Scoville.
Em Fevereiro de 2007, a pimenta savina-vermelha foi ultrapassada pela pimenta Bhut Jolokia como a mais picante do mundo, no Guinness World Records. A savina-vermelha manteve este título de 1994 a 2006.